# Porsche 961
La Porsche 961 è la versione da competizione su pista della Porsche 959. Venne progettata nel 1986 e gareggiò quell'anno debuttando alla 24 Ore di Le Mans.

## Contesto
Il progetto della Porsche 961 trae le sue origini dal prototipo denominato Gruppe B, presentato dalla Porsche nel 1983 poi denominato Porsche 959, una vettura pensata inizialmente per competere nei rally, prodotta in oltre 200 esemplari stradali, per ottenere l'omologazione FIA. 
Dopo aver vinto con la 959 il raid Parigi-Dakar nel 1986, la casa automobilistica tedesca decise di dimostrare la validità del progetto iscrivendone una versione, opportunamente rivista, anche alla 24 Ore di Le Mans. Per tentare l'impresa Helmut Bott, a capo del progetto, optò per un'omologazione della 961 (sigla di progetto) nella classe sperimentale IMSA-GTX, relativamente permissiva.
In oltre, l'iscrizione in tale categoria, permise alla Porsche di mantenere la trazione integrale, particolarmente evoluta, propria della 959 stradale, da cui la 961 derivava. Pertanto, tale vettura fu la prima dotata di trazione integrale a cui fu permesso di partecipare alla 24 Ore di Le Mans.
Realizzata in tempi piuttosto brevi, la prima versione della vettura fu iscritta alla 24 Ore di Le Mans del 1986 in un'atipica livrea bianca, con le sole scritte degli sponsor Dunlop e Shell, oltre alle decalcomanie Porsche. 
Non era stato possibile reperire altri marchi disposti a comparire sulla carrozzeria della 961 nel volgere di così poco tempo.
A Le Mans, essendo la Porsche 961 omologata in classe IMSA-GTX, nulla avrebbe potuto contro le più esasperate e veloci vetture Gruppo C.
Tuttavia, nel corso della prima apparizione pubblica della 961, risalente ai test ufficiali in vista della 24 Ore di Le Mans tenutisi nel maggio 1986, nelle prove ottenne tempi addirittura migliori di diverse Gruppo C, segnando il 10º tempo assoluto.

## Tecnica
L'omologazione in classe IMSA-GTX, ovvero una classe sperimentale, permise alla Porsche di poter impiegare una serie di accorgimenti tecnici tali da rendere la 961 una delle vetture tecnicamente più interessanti sullo schieramento di partenza a Le Mans.
- Motore: la prima versione della Porsche 961, datata 1986, fu equipaggiata con un boxer di 2.847cm³. Derivato strettamente dal boxer della 959 di serie, del quale mantenne invariati l'albero motore, le bielle in titanio ed i pistoni, fu realizzato in alluminio, con testata dotata di 4 valvole per cilindro. Il sistema di raffreddamento era di tipo "ibrido", con i cilindri raffreddati ad aria e le testate a liquido. Solo ricorrendo a questo tipo di sistema fu possibile dotare il motore (come nella versione stradale 959) di una testata multivalvole, con quattro valvole per cilindro (2 di aspirazione e 2 di scarico), e doppio albero a camme in testa per bancata, con comando a ingranaggi più doppia catena. La superficie interna dei cilindri fu realizzata in Nikasil (lega speciale Ni-Al, in grado di abbassare considerevolmente l'attrito da scorrimento), mentre le bielle erano in titanio. Il sistema di sovralimentazione era basato su turbocompressori KKK, a funzionamento parallelo (non sequenziale come per la 959 di serie), con pressione massima di 2,25 bar. L'impianto di scarico era in acciaio Inox, privo di silenziatori. Ovviamente, per lubrificare il propulsore, fu impiegato un sistema a carter secco, in grado di garantire l'ottimale lubrificazione delle parti in movimento anche nel corso di violente e prolungate fasi di accelerazione trasversale.  Il raffreddamento dell'olio era affidato invece a due radiatori posizionati nel frontale della vettura. Il peso complessivo del propulsore era di 230 kg. La versione 1986 del boxer era in grado di sviluppare una potenza massima pari a 640 Cv (470 kW). Successivamente, nel 1987, fu potenziato a 680 Cv, (499 kW). Il regime massimo di rotazione era limitato a 7.800 giri/min., mentre la coppia si attestava sui 630 Nm a 5.000 giri/min.
- Gruppo trasmissione-frizione: il cambio è ripreso dal modello di serie, tipo G59 a 6 marce con comando manuale a leva, ma con rapporti degli ingranaggi conici per l'asse anteriore più lunghi, in grado di avvicinare la velocità massima teorica della vettura ai 400 km/h. Al cambio fu accoppiata una frizione di tipo "corsa", della serie Sachs G MFZ 240.
- Impianto frenante: ripreso dalla 956/962, con dischi da 322 mm all'anteriore e 304 mm al posteriore. Fu mantenuto il sistema di ausilio elettronico della frenata ABS.
- Cerchi e pneumatici: i cerchi furono realizzati in magnesio, con sistema di fissaggio a dado centrale. Gli pneumatici erano forniti dalla Dunlop, ed avevano misura pari a 280/640 x 17, 11J x 19 (anteriore) e 280/640 x 17, 13J x 19 (posteriore).
- Prestazioni: velocità massima 340 km/h

## Risultati sportivi
Il debutto in gara avviene alla 24 Ore di Le Mans 1986, in qualifica ottiene il 26º tempo, ma in gara la sua regolarità gli permise di terminare la corsa in settima posizione assoluta (prima di classe IMSA GTX), dietro a sport prototipi del calibro di Porsche 956 e 962.
La Porsche sperando di vendere degli esemplari di questa vettura iscrisse una 961 alla 3 Ore di Daytona, corsa di fine stagione del campionato IMSA, ma correndo sulle curve paraboliche del circuito i suoi pneumatici si danneggiavano compromettendone le prestazioni, tanto che concluse la gara al 24º posto. A causa del suo prezzo relativamente elevato, Porsche non riuscì a vendere nemmeno un esemplare.
La 961 ricompare alla 24 Ore di Le Mans 1987, ma un incidente dopo 17 ore di gara, dovuto ad un errore di cambiata con conseguente grippaggio del motore, pone fine alla carriera agonistica di questa vettura.